# Mecz futbolowy Cumberland – Georgia Tech (1916)

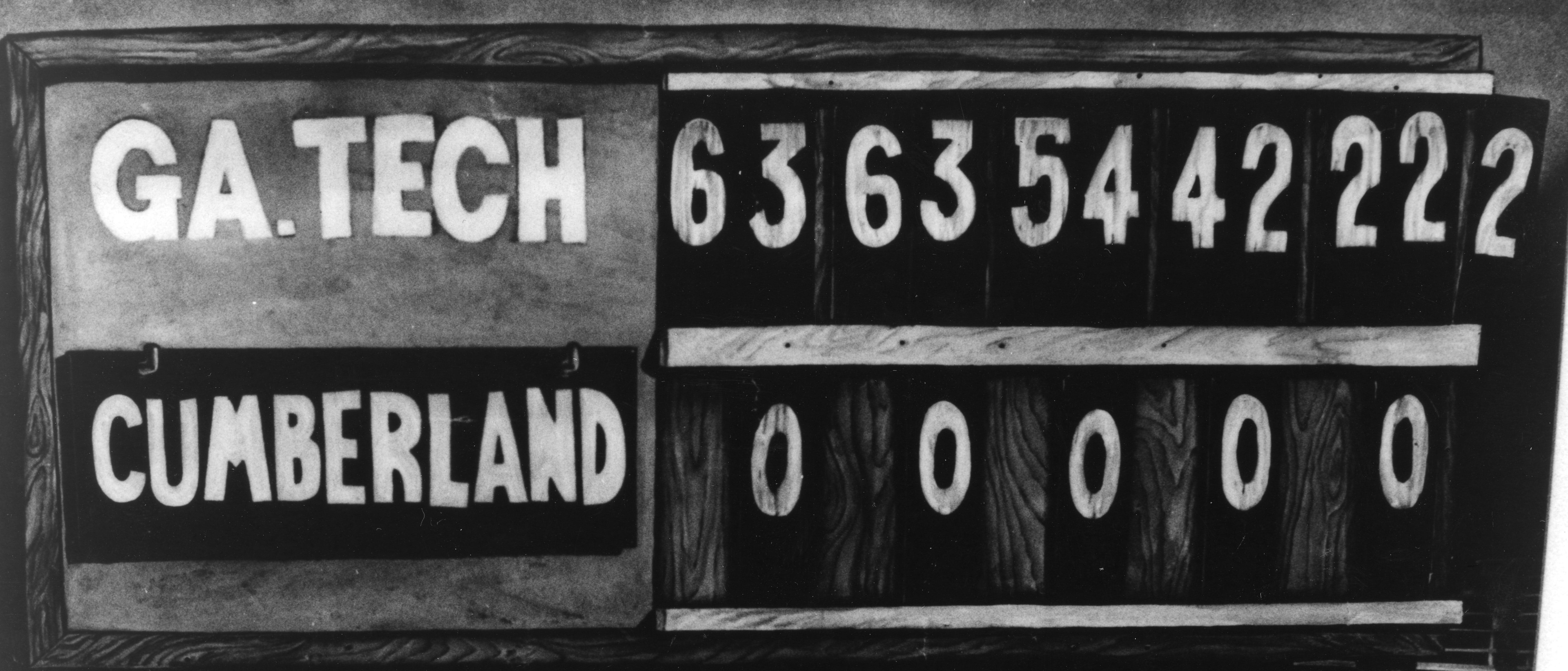
Tablica wyników

Mecz futbolowy między drużynami uniwersyteckimi Cumberland College i Georgia Institute of Technology, rozegrany w 1916 roku,  zakończył się wynikiem 0-222. Jest to najwyższe zwycięstwo w meczu futbolu amerykańskiego. Wynik jest wpisany do Księgi rekordów Guinnessa.

## Przed meczem
Cumberland College miał rozwiązać swoją drużynę futbolową przed rozpoczęciem sezonu, lecz został zmuszony do rozegrania meczu przeciwko Georgia Tech. Fakt, że mająca wielu profesjonalnych zawodników drużyna baseballowa Cumberland rok wcześniej pokonała Georgia Tech 22-0, prawdopodobnie sprawił, że trener Georgia Tech, John Heisman nakazał swoim zawodnikom grać „bez litości”. Heisman nalegał na przyjazd Cumberland. W przypadku nie stawienia się na meczu, Cumberland musiałby zapłacić Georgia Tech 3000 dolarów. George E. Allen, trener Cumberland, zebrał więc 13 zawodników, w  większości członków korporacji akademickich i stawił się ze swoją drużyną na meczu w Atlancie.

## Mecz

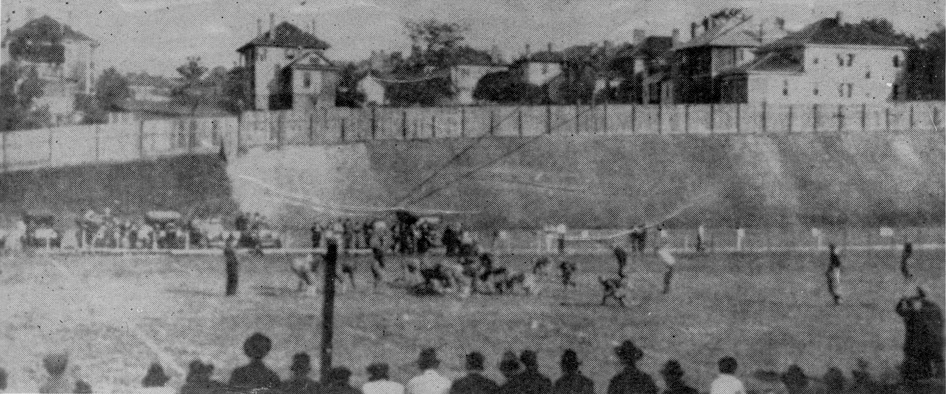
Mecz Cumberland vs. Georgia Tech

Drużyna Georgia Tech prowadziła 63-0 po pierwszej kwarcie i 126-0 do przerwy. Heisman zgodził się aby drugą połowę skrócono z 30 do 15 minut. W drugiej połowie Cumberland stracił kolejne 96 punktów.

## Statystyki
| Cumberland   | 27 | –96   | 0  | 9 | 2–18 | 14 | 0 | 6 | 0–0 | 0–0   |
| Georgia Tech | 40 | 1,620 | 32 | 0 | 0–0* | 0  | 0 | 0 | 0–0 | 30–32 |

*Drużyna Georgia Tech nie podawała piłki w tym meczu do przodu.